# 옹헤야
옹헤야는 한국 영남 지방에서 널리 불리는 일노래 중 하나이다. 보리타작할 때 도리깨질을 하면서 주로 부르는 노래로, 자진모리장단이다.

## 옹헤야장단
옹헤야장단은 옹헤야의 장단을 말한다. 보통 속도로 박력 있고 경쾌한 민속 음악 장단으로 민요 <옹헤야>에 잘 어울린다. 

## 같이 보기
- 강강술래
- 아리랑

## 참고
- “옹헤야 - 한국민족문화대백과사전”. 2020년 11월 16일에 확인함.
- 한국민속대백과사전, 옹헤야